# أندريس فيلاسكيز
أندريس فيلاسكيز (بالإسبانية: Andrés Velásquez) هو نقابي وسياسي فنزويلي، ولد في 10 نوفمبر 1953 ببويرتو لا كروز في فنزويلا. حزبياً، نشط في Radical Cause ‏. وقد انتخب عضو الجمعية الوطنية في فنزويلا وانتخب عضو مجلس نواب فنزويلا.